# Kibbuz
Ein Kibbuz (hebräisch קִבּוּץ Qibbūz, auch Ḳibbūz; in Plene-Schreibung קיבוץ; wörtlich ‚Sammlung‘, ‚Versammlung‘, ‚Kommune‘; Plural Kibbuzim oder Kibbuze) ist eine ländliche Kollektivsiedlung in Israel mit gemeinsamem Eigentum und basisdemokratischen Strukturen.

## Wortherkunft
Das Wort Kibbuz stammt aus dem Hebräischen. Es ist eine Piʿel-Bildung zu der Wurzel קבץ „sich versammeln“. Eine erweiterte Herleitung des Begriffs unternimmt Shoshana Feingold-Studnik in ihrer 2002 veröffentlichten Dissertation: „Der Begriff ‚Kibbuz‘ leitet sich vom hebräischen Wort ‚Kwuza‘ ab, was übersetzt ‚Gruppe‘ heißt; in den zwanziger Jahren wurde die ‚Kwuza‘ durch ‚Kibbuz‘ abgelöst […]. Auch ‚Kibbuz‘ meint in seiner Übersetzung ‚Versammlung‘, unterscheidet sich aber von der ehemaligen ‚Kwuza‘ durch eine höhere Mitgliederzahl. Inzwischen hat man sich als Bezeichnung für eine ‚planmäßige, kollektive ländliche Siedlung in Israel, heute vielfach mit angegliederten Gewerbebetrieben‘ […] auf den Begriff ‚Kibbuz‘ geeinigt.“ Der Plural zu Kwuza (קְבוּצָה Qvūzah, auch Ḳvutza) lautet Kwuzot (קְבוּצוֹת Qvūzōt, auch Ḳvūzōt).
In der Literatur werden die Begriffe Kwuza und Kibbuz meist als Synonyme benutzt. So wie Feingold-Studnik in dem vorhergehenden Zitat aber auf eine Differenzierung aufgrund der Mitgliederzahlen verweist, gibt es auch Differenzierungen, die darauf beruhen, in einer Kwuza die Vorform oder Vorläuferin eines Kibbuz zu sehen, die auch auf einer Ausgründung beruhen kann: „Kwuza: ([Plural: Kwuzot] wörtl.: Versammlung, Gruppe) Vorläufer des Kibbuz. Der Begriff Kibbuz wird in der einschlägigen Literatur im allgemeinen für Kollektivsiedlungen mit größerer Mitgliederzahl benutzt, während die genossenschaftlichen Kleingruppen als Kwuzot bezeichnet werden. In den folgenden Teilen der Arbeit wird keine Unterscheidung zwischen den Begriffen Kwuza und Kibbuz gemacht und hauptsächlich der Begriff Kibbuz verwendet.“ In seiner engeren Bedeutung als „Gruppe“ wird der Begriff Kwuza aber auch als organisatorische Einheit in der jüdischen Jugendarbeit benutzt.

## Allgemeines
Es gab 2014 noch 272 dieser Siedlungen mit einer Größe von bis zu 2000 Einwohnern. Zu Neugründungen kommt es seit 1999 kaum mehr. Zur Zeit der Gründung des Staates Israel lebten etwa 8 % der Israelis in einem Kibbuz, 2014 waren es etwa 1,8 %. Es gab bereits seit den 1990er Jahren Abwanderungen, besonders der Jugend, die nur teilweise durch Zuwanderung aus dem Ausland, beispielsweise aus den USA, Kanada und Europa, aufgefangen werden konnten. Der allgemeine Abwärtstrend setzt sich daher auch seit 2010 fort, da die meisten Jugendlichen spätestens nach Absolvierung ihres Militärdienstes den Mittelpunkt ihrer Lebensinteressen außerhalb der Kibbuzim wahrnehmen und nicht mehr zurückkehren.
Zusammengeschlossen sind bisher 256 Kibbuzim in der säkularen Kibbuzbewegung (Kibbutz Movement), 16 weitere dagegen in der religiösen Kibbuzbewegung
(הַקִּבּוּץ הַדָּתִי Ha-Qibbūz ha-Datī, englisch Religious Kibbutz Movement).
Das Mitglied eines Kibbuz bezeichnet man als Chawer (חָבֵר Chaver, deutsch ‚Genosse, Freund‘, Mehrzahl חֲבֵרִים Chaverīm) bzw. in der weiblichen Form Chawera (חֲבֵרָה Chaverah, deutsch ‚Genossin, Freundin‘, Mehrzahl חֲבֵרוֹת Chaverōt) oder auch als Kibbuznik (קִבּוּצְנִיק Qibbūznīq, Mehrzahl קִבּוּצְנִיקִים Qibbūznīqīm).
Weitere landwirtschaftliche Siedlungsformen sind die zahlreicheren (etwa 400) Moschavim, die genossenschaftlich organisiert sind, sowie diverse Mischformen aus Kibbuz und Moschav. Eine weitere Variante sind schließlich die (deutlich weniger als 100) Moschavot, die mit europäischen Dörfern vergleichbar sind und von Beginn an durch Privatinitiativen entstanden.

## Die Kibbuz-Idee
Die Idee des Kibbuz war eine genossenschaftliche Siedlung gleichberechtigter Mitglieder, in der es kein Privateigentum geben und das tägliche Leben kollektiv organisiert werden sollte. Dies lässt sich auch mit dem Sozialismus im ursprünglichen Sinn in Verbindung bringen. Daher wird der Begriff des Kommunismus häufig auf Kibbuzim angewendet. Eine Gleichsetzung mit Kollektivsiedlungen im ehemaligen Realsozialismus in Osteuropa oder in heute noch existierenden realsozialistischen Staaten wie Nordkorea ist jedoch irreführend, da z. B. Kolchosen in der Sowjetunion fast immer auf staatlichem Zwang basierten.
Unterscheiden lassen sich generell säkulare Kibbuzim, die die jüdischen religiösen Traditionen nicht so streng sehen, und religiöse Kibbuzim, die in verschiedenen Richtungen die religiösen Traditionen pflegen und für ihre Mitglieder als verbindlich betrachten. Gleichwohl wurden in allen Kibbuzim die traditionellen jüdischen Feste begangen.
Die Ideen der Kibbuzgründer waren sozialistisch und zionistisch geprägt. Diese Ausrichtung hatte vor allem zwei Gründe:
- die Erfahrung der Unterdrückung (Antisemitismus, Pogrome) in der Diaspora, welche die neu zugewanderte Gründergeneration mit nach Israel brachte
- die Ablehnung der patriarchalischen Gesellschaft des Schtetl

Diese beiden Gründe waren für die Kibbuzgründer entscheidend. Sie wollten einen jüdischen Arbeiterstaat auf eigenem Boden aufbauen. Geschaffen werden sollte eine klassenlose Gesellschaft mit der Betonung auf Gleichheit und Gemeinschaft nach dem Zitat von Karl Marx: „Jeder nach seinen Fähigkeiten, jedem nach seinen Bedürfnissen!“

## Geschichtliche Entwicklung des Kibbuz

### Die ersten Kibbuzim
Als erster Kibbuz wurde Degania am 28. Oktober 1910 von einer zionistischen Gruppe aus Belarus gegründet. Degania A, der Stammsitz, liegt am Südende des Sees Genezareth, bald darauf folgten weitere Kibbuzim (vgl. Tabelle unten). Der Begriff wurde von Jehuda Jaʿari geprägt, einem aus Tarnobrzeg in Galizien stammenden jüdischen Dichter.
Die Kibbuzim spielten eine entscheidende Rolle bei der jüdischen Besiedlung Israels. Ein Vorteil der Kibbuzim bestand vor allem in der Anfangszeit darin, dass (Wehr-)Siedlungen in bisher kaum erschlossenen Gegenden leichter gegründet werden konnten (unter Umständen auch gegen den Willen von in umliegenden Dörfern wohnenden Arabern) als in dichter besiedelten Landesteilen. Das Land, auf dem die Kibbuzim gegründet wurden, befand sich im Regelfall im Besitz des Jüdischen Nationalfonds.
Es gab auch in Europa, sogar in Deutschland, Siedlungen in der Form eines Kibbuz, um im Rahmen der Hachschara auf ein Leben in Palästina, dem späteren Israel, vorzubereiten.
Dabei ist meist nicht bekannt, dass die sozialistischen Gründer des ersten Kibbuz damit keine Radikalisierung ihrer Gesinnung durchmachten, sondern eine – leichte – „Verbürgerlichung“, da sie zuvor oft als Arbeitsbrigade durch Palästina gezogen waren, z. B. Straßen bauten, und dabei selbst feste Wohnsitze und jedweden Besitz (auch den einer Gruppe) ablehnten, weil dies wieder bürgerliche Abhängigkeiten schaffe und die revolutionäre Dynamik behindere: „Die Anfänge der Kibbutz-Bewegung waren eher anarchistisch.“
Trotzdem war in den ersten Jahrzehnten der Lebensalltag der Kibbuzmitglieder, der Chawerim, stark von sozialistischen Lebensprinzipien geprägt. Entscheidungen wurden in der Mitgliederversammlung basisdemokratisch getroffen. Die einzelnen Chawerim besaßen kein Eigentum, sondern sie brachten ihre Arbeitsleistung unentgeltlich für das Kollektiv ein. Im Gegenzug stellte der Kibbuz Wohnung, Kleidung, Verpflegung und medizinische Versorgung zur Verfügung. Die Gleichberechtigung umfasste auch eine Rotation in allen wichtigen Ämtern und bei der Besetzung der Arbeitsplätze.
Die Gleichberechtigung sollte auch für Frauen gelten. Deswegen wurden innerhalb des Kibbuz viele hauswirtschaftliche Aufgaben als Dienstleistungen angeboten. Es bestanden zentrale Wäschereien, Schneidereien sowie ein gemeinsamer Speisesaal (חֲדַר־אֹכֶל auch חֶדֶר־אֹכֶל Chadar Ochel, auch Cheder Ochel); der Speisesaal war zugleich Kristallisationspunkt des gemeinschaftlichen Lebens, sowohl beim Essen als auch bei Festen und Versammlungen.
In den Kibbuzim war die patriarchalische Kleinfamilie aufgelöst und die Kindererziehung ebenfalls zentralisiert. Die Kinder wurden je nach Kibbuz schon von Geburt an in einem eigenen Kinderhaus mit Gleichaltrigen erzogen, die Geschwister lebten also jeweils in einer anderen Kindergruppe. Jede Gruppe wurde von einer eigenen Erzieherin, der sogenannten Metapelet (Mehrzahl: Metaplot), geleitet. Durch den Kontakt zu mehreren Metaplot und den täglich nur kurzzeitigen Kontakt zu den Eltern waren die jungen Kibbuzniks stark auf ihre Altersgruppe fixiert. Nach einem bestimmten Zeitraum – etwa einem Jahr – erfolgte ein Wechsel zu einer anderen Metapelet. Trotz der Erziehung außerhalb der traditionellen Familienstrukturen war Hospitalismus unbekannt, eine gesunde Persönlichkeitsbildung üblich. Die strenge Orientierung auf die Erziehung im Kinderhaus löste sich in den folgenden Jahrzehnten langsam in Richtung Kindergarten bzw. Kindertagesheimen auf.

### Entwicklung nach der Staatsgründung (1948–1999)
Zur Zeit der Gründung des Staates Israel im Jahr 1948 kam es zu einer Welle von Neugründungen (vgl. Tabelle). Gleichzeitig verloren die Kibbuzim, die in den 1930er Jahren teils als Turm-und-Palisaden-Siedlungen errichtet worden waren, zentrale Aufgaben der Anfangszeit im Bereich von Besiedlung und Verteidigung, die an den neu gegründeten Staat übergingen. Die ersten Jahrzehnte nach der Staatsgründung gelten als die Glanzzeit der Kibbuzbewegung, obwohl nie mehr als sechs Prozent der Juden des Landes in Kibbuzim lebten. Trotzdem war ein Leben in einem Kibbuz lange Zeit Inbegriff mustergültiger Lebensgestaltung. Einen Eindruck vom Alltag des Lebens in den Kibbuzim Ende der 1950er Jahre vermittelt das Radio-Feature „In Frieden leben“ – Ein Reisetagebuch aus Israel von Ernst Schnabel.
So hatten Kibbuzniks durch ihre Siedlungen die Grenzen des künftigen Staates bestimmt. Sie nahmen Flüchtlinge aus Europa, Asien und Nordafrika auf, die sie erfolgreich in die Gesellschaft integrierten. Sie galten als eine kleine, einflussreiche Elite, die in der Knesset, Regierung und Armee dominierte.
Das öffentliche Bild begann zu bröckeln, als sich die Kassen leerten. Als 1977 der Likud erstmals die Arbeitspartei an der Regierung ablöste, wurden die Subventionen gekürzt. Zudem brachten die Wirtschaftskrise und die Inflation in den 1980er Jahren viele Kibbuzim in arge finanzielle Bedrängnis, Misswirtschaft trieb manche in den endgültigen Ruin.
Noch umfassender waren die Veränderungen der folgenden Jahrzehnte:
- Die Rolle der Familie wurde wichtiger; das Kollektivbewusstsein nahm ab. Eine wichtige Konsequenz war die weitgehende Abschaffung der Kinderhäuser (die Frauen übernahmen gleichzeitig wieder eine traditionelle Frauen- und Mutterrolle). Eine weitere Folge war eine zunehmende Desintegration des Kibbuz. Es begann eine Privatisierung in „kleinen Dosen“.
- Durch zunehmende wirtschaftliche Probleme waren viele Kibbuzim darauf angewiesen, neue Geschäftsfelder (vor allem in der Industrie und im Tourismus) zu erschließen. Auf manchem Gelände stehen Einkaufszentren, werden Hotels betrieben und zahlende „Mieter“ zugelassen, die keine Kibbuzmitglieder sind. Andere Kibbuzim beschäftigen in ihren Fabriken oder auf ihren Plantagen zu Niedriglöhnen Gastarbeiter aus dem Fernen Osten.
- Im Vergleich zum privaten marktwirtschaftlichen Umfeld verlor der Kibbuz an Attraktivität. Die Israelis sind individualistischer, konsum- und profitorientierter geworden. Ein asketischer Lebensstil genügte nicht mehr.

Die Folge dieser Änderungen war eine zunehmende Abkehr von den alten Prinzipien und nach und nach eine Annäherung an die umgebende marktwirtschaftliche Umwelt.

### Entwicklungen im 21. Jahrhundert
Die beschriebenen Entwicklungen haben sich zu Beginn des 21. Jahrhunderts weiter beschleunigt. Viele Kibbuzim befinden sich wirtschaftlich und ideologisch unter Druck. Hinzu kommt das Problem einer zunehmenden Überalterung, weil die junge Generation den Kibbuz verlässt, um in Städte zu ziehen.
Viele Kibbuzim haben versucht, sich den Herausforderungen zu stellen. Häufig wurden die zentralen Dienstleistungen reduziert oder aufgegeben. Privates Eigentum ist inzwischen selbstverständlich; die meisten Chawerim beziehen ein Gehalt, über das sie verfügen können. Aus den Kinderhäusern sind meist Kindergärten geworden. Zusammenfassend kann man von einer deutlichen Entwicklung vieler Kibbuzim hin zu einem „normalen“ Dorf sprechen, von „sozialistischen“ Siedlungen ist immer seltener die Rede. Eine weitere Auflösung der Kibbuzim und ihrer ursprünglichen Ideale in der Zukunft scheint aus volkswirtschaftlichen Gründen unumgänglich.
Allerdings gibt es sogar Wiederbelebungsversuche. Jüngere Israelis etwa gründen Stadt-Kibbuzim oder Kommunen am Stadtrand. Zu diesen neuen Pionieren gehören oft auch Aussteiger aus der Hightech-Branche, die nach Jahren beruflicher Hektik einen beschaulicheren und zugleich sinnerfüllten Lebensstil suchen.
In dieser Umbruchphase werden die Kibbuzim (je nach dem Grad der beschlossenen Veränderungen) in vier Gruppen eingeteilt, die auch für die israelische Regierungspolitik (z. B. Steuern) wichtig sind:
- Der „kollektive Kibbuz“ (Kibbutz Schittufi): Hier wird das klassische Kibbuzmodell mit kleinen Korrekturen weitergelebt. Kollektiver Besitz und Einheitsgehälter bei umfassender Versorgung durch den Kibbuz beschreiben das Prinzip der „collective ownership of possession“.
- Der „Stadt-Kibbuz“ (Kibbutz ʿIroni): Hier wird im Sinne der klassischen Ideale versucht, die Grundidee des Kibbuz auf urbane Umgebungen zu übertragen (Beispiele: Tamuz[12] und Migwan).
- Der „sich erneuernde Kibbuz“ (Kibbutz Mitchaddesch): Hier gilt allgemein das Prinzip der „collective partnership in possession“, also ist Privatbesitz in größerem Umfang erlaubt, und vor allem werden (aufgrund der Leistung) unterschiedliche Gehälter gezahlt. Es gibt aber überdurchschnittliche Sozialleistungen (z. B. kostenlose Versorgung im Altenheim für ältere Kibbuzniks) und genossenschaftliche Kooperation. Fast 75 % der Kibbuzim haben sich für dieses Modell entschieden, das mit dem klassischen Kibbuz nur noch wenig zu tun hat.
- Der „Kibbuz der Verbindung“ (Kibbutz Meschullav): Hier gibt es ein gleiches Grundgehalt, aber der andere Teil des Gehaltes wird nach Leistung gezahlt.

## Freiwillige aus aller Welt
Schon im Unabhängigkeitskrieg von 1948/49 halfen unter dem Namen „Machal“ (Abkürzung für: „Freiwillige von außerhalb des Landes“) Freiwillige aus vielen Staaten, teilweise auch als kämpfende Soldaten.
Nach der Konsolidierung des Staates Israel kam seit den 1950er Jahren eine internationale Mischung von Freiwilligen (מִתְנַדֵּב Mitnaddev [m], מִתְנַדֶּבֶת Mitnaddevet [f], pl. מִתְנַדְּבִים Mitnaddvīm), vor allem um in der sich gerade entwickelnden Landwirtschaft der Kibbuzim mitzuarbeiten, aber auch in den anderen Lebensbereichen (Garten, Küche, Kinderhaus, Altenheim, Fabrik, Tourismus usw.). Sie blieben in der Regel ein halbes oder ein ganzes Jahr, manchmal auch nur vier Wochen. Die ersten deutschen Mitnadvim kamen um 1960, die Beliebtheit der Idee steigerte sich kurz nach dem Sechstagekrieg 1967. Die Zeit im Kibbuz wurde für viele junge Menschen zu einer prägenden Erfahrung, die sich auch in vielfältiger Literatur widerspiegelt.
Aufgrund der wirtschaftlichen Krise der Kibbuzim mit Arbeitskräfteüberschuss und der Technisierung der Landwirtschaft ging der Bedarf stark zurück. Trotzdem ist auch nach 2010 ein Freiwilligeneinsatz möglich, vor allem in wirtschaftlich erfolgreichen Kibbuzim z. B. mit touristischen Einrichtungen. Das Freiwilligenprogramm der israelischen Armee heißt Sar-El.

## Zahl der Kibbuzim und ihrer Bewohner
| Jahr                                                                           | Bevölkerung | Anzahl der Kibbuzim |
| ------------------------------------------------------------------------------ | ----------- | ------------------- |
| 1910                                                                           | 000.010     | 001                 |
| 1920                                                                           | 000.805     | 012                 |
| 1930                                                                           | 003.900     | 029                 |
| 1940                                                                           | 026.554     | 082                 |
| *1950*                                                                         | 067.550     | 214                 |
| 1960                                                                           | 077.950     | 229                 |
| 1970                                                                           | 085.110     | 229                 |
| 1980                                                                           | 111.200     | 255                 |
| 1990                                                                           | 125.100     | 270                 |
| 2000                                                                           | 117.300     | 268                 |
| * Nach dem Unabhängigkeitskrieg wurden im Jahr 1949 50 Kibbuzim neu gegründet. |             |                     |